# كاترين فاغنر (كاتبة)
كاترين فاغنر (بالإنجليزية: Catherine Wagner)‏ هي كاتِبة وشاعرة أمريكية، ولدت في 1969.